# Just One Last Dance
Just One Last Dance è una romantica canzone pop incisa nel 2003 da Sarah Connor insieme ai Natural (il gruppo statunitense in cui figurava l'ex-marito Marc Terenzi) e pubblicata come singolo nel 2004. Autori del brano, facente parte dell'album di Sarah Connor Key to My Soul, uscito nel 2003, sono Rob Tyger e Kay Denar.
Il singolo, pubblicato su etichetta Epic Records/X-Cell Records, raggiunse il primo posto delle classifiche in Germania.

## Il brano

### Testo
Il testo parla di una storia d'amore finita: dopo un incontro in un caffè spagnolo, uno dei due innamorati capisce, guardando negli occhi dell'altro/a che il loro amore è giunto al capolinea. Chiede però soltanto un ultimo ballo (just one last dance) con l'amato/a, un ballo che potrebbe trasformarsi come l'ultima chance di riconciliazione. E infatti, tra i due è come se fosse la prima volta insieme...

### Musica
Il brano mescola elementi dell'europop con elementi del pop latino.

## Tracce

### CD singolo[4]
1. Just One Last Dance (Radio Version) 4:11
2. Just One Last Dance (College Radio Version) 4:02

### CD maxi[1]
1. Just One Last Dance (Radio Version) 4:11
2. Just One Last Dance (College Radio Version) 4:02
3. Just One Last Dance (Kayrob Dance RMX) 3:53
4. Just One Last Dance (Video Version) 4:28
5. Work It Right Tonight 5:00

### CD maxi + video[6]
1. Just One Last Dance (Radio Version) 4:11
2. Just One Last Dance (College Radio Version) 4:02
3. Just One Last Dance (Kayrob Dance RMX) 3:53
4. Just One Last Dance (Video Version) 4:28
5. Work It Right Tonight 5:00
6. Just One Last Dance (music video) 4:28

## Video musicale
Il video musicale, è ambientato negli Stati Uniti: nel video si vede una studentessa, interpretata da Sarah Connor, davanti agli armadietti di un college ricordare l'incontro con il grande amore, interpretato da Marc Terenzi. Alla fine i due cantanti ballano insieme.

## Classifiche
| Classifica | Posizione massima | Nr. di settimane |
| ---------- | ----------------- | ---------------- |
| Austria    | 5                 | 17               |
| Germania   | 1                 | 16               |
| Svizzera   | 8                 | 17               |